# نشریه‌های اسپرانتوزبان

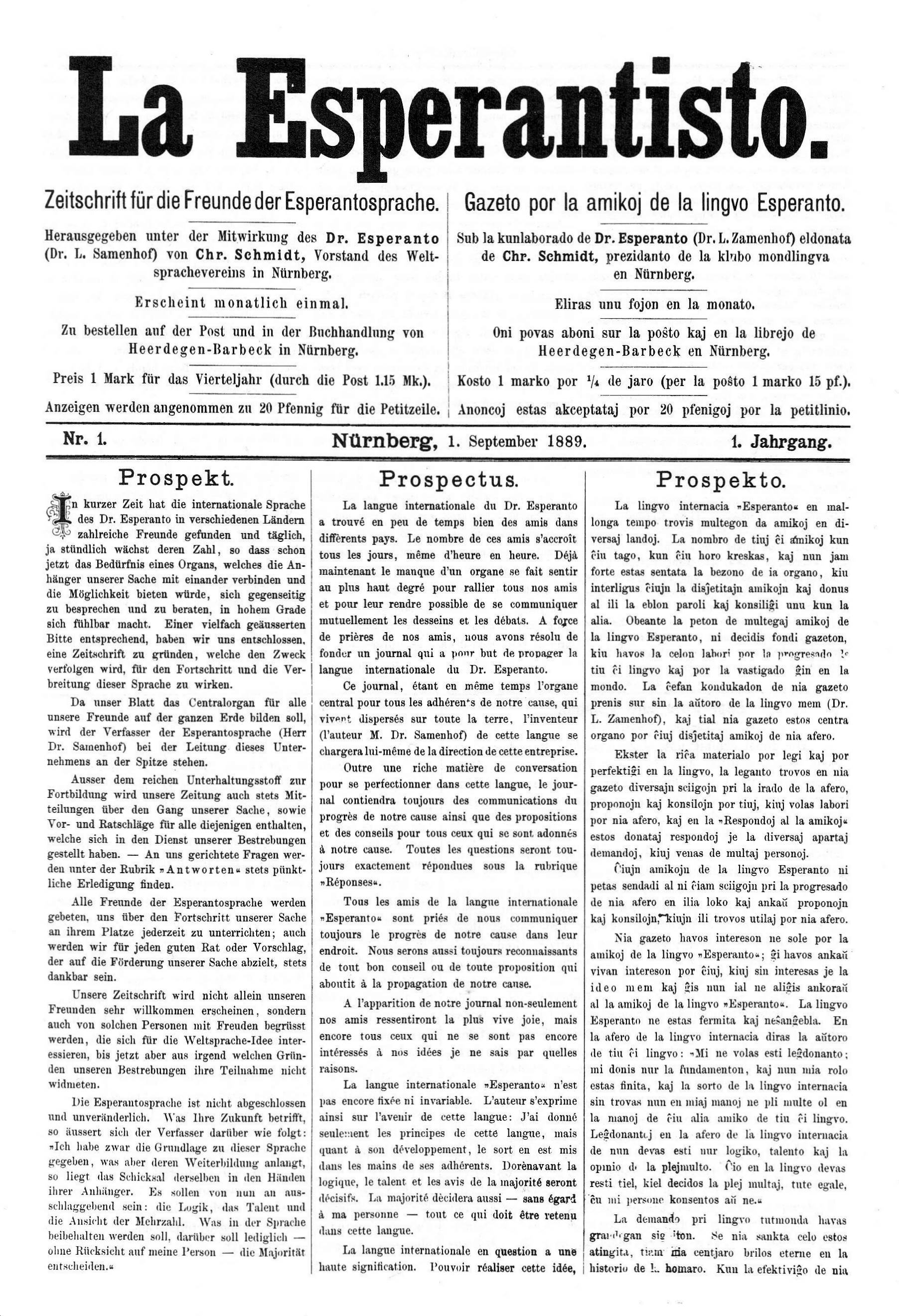
شمارهٔ نخست نشریهٔ «اسپرانتودان» یا لا اِسپرانتیستو (La Esperantisto)، تاریخ انتشار اول سپتامبر سال ۱۸۸۹ (دو سال پس از ابداع زبان فراساخته‌ی اسپرانتو در جهان)

نشریه‌های اسپرانتوزبان شامل مجلات و روزنامه‌هائی می‌گردند که به زبان فراساخته‌ی اسپرانتو در سراسر جهان منتشر می‌شوند. نخستین نشریهٔ اسپرانتو، «اسپرانتودان» یا لا اِسپرانتیستو (La Esperantisto)، نام داشت، که اولین شمارهٔ آن در روز اول سپتامبر سال ۱۸۸۹ (دو سال پس از ابداع زبان فراساخته‌ی اسپرانتو در جهان) منتشر شد.
از آن زمان تاکنون صدها نشریه به زبان اسپرانتو در کشورهای گوناگون جهان - و اغلب با پخش بین‌المللی - به‌وجود آمده‌اند، که در اینجا برای نمونه به تعدادی از آن‌ها اشاره می‌شود:
- ماه‌نامهٔ اسپرانتو (Esperanto)، ارگان رسمی سازمان جهانی اسپرانتو (دارای روابط رسمی با سازمان ملل متحد و یونسکو
- چشمه یا فونتو (Fonto)، ماه‌نامهٔ ادبی اسپرانتو؛ از سال ۱۹۷۳ تا ۲۰۰۶ سردبیریِ این مجلهٔ وزین را ویلیام الد - اسپرانتودان برجستهٔ اسکاتلندی که چندین بار برای نوشته‌های اسپرانتوزبان خود نامزد دریافت جایزۀ ادبی نوبل شد - بر عهده داشت
- هرولدو دِ اسپرانتو (Heroldo de Esperanto) سه‌هفته‌نامهٔ اسپرانتو راجع به جنبش اسپرانتو در جهان
- کنتاکتو یا ارتباط (Kontakto) فصل‌نامهٔ جوانان اسپرانتیست، ارگان سازمان جهانی جوانان اسپرانتیست (TEJO)
- موناتو یا ماه (Monato) ماه‌نامه‌ای مانند تایم و اشپیگل به زبان اسپرانتو که مقالات و گزارشات آن را اسپرانتودانان محلی در سراسر دنیا تهیه می‌کنند.
- اِل پوپولا چینیو یا از چین مردمی (El Popola Ĉinio) ماه نامهٔ اسپرانتوی چین با تصاویر فراوان رنگی
- راک گازِت یا مجلهٔ راک (Rok-Gazet') نشریه‌ای در مورد موسیقی اسپرانتو
- آرمنا اسپرانتیستو یا اسپرانتودان ارمنی (Armena Esperantisto)، که از سال ۱۹۵۸ تاکنون توسط سازمان اسپرانتوی ارمنستان منتشر می‌گردد
- لا اوندو د اسپرانتو یا موج اسپرانتو (La Ondo de Esperanto) نشریه‌ای مصور و ماهانه
- ایرانا اسپرانتیستو یا اسپرانتودان ایرانی (Irana Esperantisto) که با نام فارسی «پیام سبزاندیشان» بیش از یک دهه است که در ایران و در ۵۶ صفحه به زبان اسپرانتو و فارسی منتشر می‌گردد.